# Geltungsjude
Geltungsjude est une catégorie raciale qui avait cours dans l’Allemagne nazie.
Bien que le concept de Geltungsjude ne figure en tant que tel ni dans les lois de Nuremberg, ni dans le premier décret d’exécution (Erste Verordnung) de la loi sur la citoyenneté allemande (Reichsbürgergesetz) du 14 novembre 1935, ce terme était néanmoins d’usage courant et servait à désigner la fraction des Mischlinge (sangs-mêlés) qui étaient à considérer par définition comme des Juifs à part entière, à la différence des personnes qui, aux termes du décret d’exécution, étaient catalogués comme Mischlinge juifs.

## Définition
Dans le susmentionné premier décret d’exécution de la loi sur la citoyenneté allemande, le groupe de ceux appelés ultérieurement Geltungsjuden était défini au §5(2) ainsi que suit :

« Sera également à considérer comme juif tout Mischling juif descendant de deux grands-parents juifs,

a) qui […] appartient à la communauté religieuse juive […],

b) qui au moment de la promulgation de la loi était marié à un juif […],

c) qui est issu d’un mariage avec un juif […] conclu après […] le 15 septembre 1935,

d) qui est issu d’une union extraconjugale avec un juif […] et né illégitimement après le 31 juillet 1936. »

Toute personne répondant à cette définition était réputé juif (gilt als Jude) pour les autorités nazies, d’où la dénomination de Geltungsjude. Le concept de Geltungsjude fut défini comme suit dans un Meldung aus dem Reich (communiqué secret établi à l’intention des hauts fonctionnaires par les services de renseignements et informant sur les sentiments de la population allemande) du 2 février 1942, en l’espèce destiné à rendre compte des effets produits par l’obligation du port de l’étoile jaune :
I. Portent le signe distinctif :
1. Juifs à part entière (Volljuden, ayant 4 ou 3 grands-parents juifs)
2. Demi-juifs (Halbjuden), Mischlinge du premier degré éduqués dans la foi mosaïque, les dénommés Geltungsjuden.
Le concept légal de Mischling juif était réservé aux demi-juifs et quarts de juif qui « n’inclinaient pas vers le judaïsme », ce qui était le cas lorsque le conjoint juif d’un mariage mixte n’appartenait pas à la communauté religieuse juive et que les enfants légitimes étaient élevés chrétiennement. De telles unions étaient qualifiées de « mariages mixtes privilégiés », et à ce titre le conjoint juif au plein sens du terme (Volljude) se trouvait dispensé du port de l’étoile de David, moyennant que le couple eût des enfants.

## Conséquences
Ni les juifs, ni les Geltungsjuden qui leur étaient juridiquement assimilés, ne pouvaient prétendre à la citoyenneté du Reich (Reichsbürgerschaft) et ne jouissaient pas du droit de vote politique. Les Geltungsjuden étaient assujettis aux mêmes dispositions discriminatoires et aux mêmes sanctions que les juifs au plein sens du terme. 
Il était interdit aux Geltungsjuden de contracter mariage avec un quart de juif.
Au moment de la déportation dans juifs allemands, les Geltungsjuden ne furent pas inquiétés dans un premier temps, voire seront épargnés, pour autant qu’ils n’étaient pas eux-mêmes mariés à un Volljude. En 1942, lors de la conférence de Wannsee, il fut débattu de la question de savoir si le politique d’anéantissement devait s’appliquer aussi à tous les Geltungsjuden ; Wilhelm Stuckart fit valoir qu’entre-temps plus de 3000 Geltungsjuden avaient sur leur demande vu leur statut changé en Mischling juif, et toutes ces décisions administratives, dûment autorisées par Hitler conformément au §7 du premier décret d’exécution du Reichsbürgergesetz, apparaîtraient totalement incompréhensibles si dans le même temps les Geltungsjuden devaient tous dorénavant être déportés sans exception.

## Dérogations
En 1939, 330 000 juifs et 64 000 Mischlinge juifs de premier degré, 7 000 Geltungsjuden et 42 000 Mischlinge juifs de second degré (n’ayant qu’un seul grand-parent juif) vivaient encore en Allemagne. Aux termes du §7 du premier décret d’exécution, Hitler s’était réservé personnellement le droit de consentir ou non à ce qu’il fût dérogé aux critères de catégorisation comme juif, resp. comme Geltungsjude ou Mischling juif.

### Attestation de sang allemand et obtention d’un statut supérieur
Les demandes en vue d’accéder à un statut racial supérieur ou à la catégorisation comme aryen étaient préalablement examinées par plusieurs instances compétentes, avant que le ministère de l’Intérieur ne statue, en concertation avec la chancellerie du NSDAP, sur l’opportunité de communiquer la demande à la chancellerie du Reich. Hans Heinrich Lammers soumettait ensuite les requêtes au Führer en personne. Sur les plus de 10 000 demandes de recatégorisation (Besserstellung), seules quelques rares demandes aboutirent. La participation des requérants à la Première Guerre mondiale, leurs mérites politiques au service du Mouvement, leur apparence raciale et l’évaluation caractérielle constituaient à cet égard des critères déterminants.
Jusqu’à 1941, 260 Mischlinge juifs de premier degré avaient obtenu d’être assimilés à une personne de sang allemand (Deutschblütiger). De telles attestations de sang allemand (Deutschblütigkeitserklärungen, certificats de catégorisation au sens du premier décret relatif au Reichsbürgergesetz du 14 novembre 1935) étaient dressées, à l’issue de la procédure de demande, par l’Office généalogique du Reich (Reichsstelle für Sippenforschung). De tels certificats n’étaient délivrés qu’en nombre extrêmement limité.
Il n’y eut en tout que deux cas où des Volljuden virent leur requête satisfaite et obtinrent une réévalution de leur statut racial. Dans 1300 cas, le requérant fut recatégorisé de Geltungsjude à Mischling juif. L’historienne Beate Meyer cependant tient des chiffres plus élevés pour plus vraisemblables. Uwe Dietrich Adam cite une lettre de Wilhelm Stuckart, datée de l’année 1942, dans laquelle celui-ci fait état de ce que jusque-là 3000 Geltungsjuden s’étaient vu octroyer le statut de demi-juif (c’est-à-dire de Mischling juif de premier degré).
Beate Meyer signale une consigne de simplification administrative du 26 août 1942 enjoignant de cesser, pour la durée de la guerre, de donner suite aux requêtes de ce type visant à obtenir une catégorisation plus favorable ou de les traiter. Apparemment, des demandes venant de Geltungsjuden continuèrent néanmoins d’être examinées.

### Aryens d’honneur
Toujours dans l’ordre des dérogations et recatégorisations, on relève la mention faite occasionnellement d’une « nomination au rang d’aryen d'honneur » (Ernennung zum Ehrenarier). Beate Meyer n’utilise le terme d’Ehrenarier qu’incidemment, en rapport avec quelques cas d’exception, où des « compagnons de route méritoires » (verdiente Weggefährten) ayant des ascendances juives s’étaient adressés, directement ou par le biais d’un intercesseur de haut rang, à la Chancellerie du NSDAP, ou personnellement à Hitler, et avaient ainsi réussi à obtenir, hors procédure formelle, une amélioration de leur statut. Les auteurs Steiner et Cornberg font observer que la catégorie aryen d’honneur n’avait pas d’existence officielle et était seulement d’usage dans la langue courante.
À l’époque, la rumeur s’était répandue que l’officier supérieur d’aviation Erhard Milch était un demi-juif et avait été fait aryen d’honneur par Hermann Göring ; effectivement, ses ascendances avaient été évaluées par l’Office généalogique du Reich. Karl Kaufmann, Gauleiter de Hambourg, déclara pour aryens les deux beaux-enfants demi-juifs d’un demandeur protégé par lui, en récompense de quoi il reçut un don considérable au bénéfice d’une fondation qu’il dirigeait personnellement. Joseph Goebbels accorda à plus de 275 artistes considérés comme mélangés de juif ou comme Mischlinge une licence spéciale leur permettant de poursuivre leur activité professionnelle, mais n’impliquant pour autant aucune amélioration formelle de leur statut.